# La Liga 1957–58
La Liga 1957-58 là mùa giải thứ 27 của La Liga kể từ khi giải đấu được thành lập. Giải đấu bao gồm các câu lạc bộ sau:
| - Athletic Bilbao - Atlético Madrid - FC Barcelona - Celta Vigo - RCD Espanyol - Granada CF - UD Las Palmas - CA Osasuna |  | - Real Jaén - Real Madrid C.F. - Real Sociedad - Real Valladolid - Real Zaragoza - Sevilla FC - Sporting de Gijón - Valencia CF |

## Bảng xếp hạng
| Vị trí | Câu lạc bộ        | Số trận | T  | H  | Th | BT | BB | Điểm | HS  |                                 |
| ------ | ----------------- | ------- | -- | -- | -- | -- | -- | ---- | --- | ------------------------------- |
| 1      | Real Madrid C.F.  | 30      | 20 | 5  | 5  | 71 | 26 | 45   | 45  | Vô địch La Liga                 |
| 2      | Atlético Madrid   | 30      | 16 | 10 | 4  | 78 | 43 | 42   | 35  |                                 |
| 3      | FC Barcelona      | 30      | 17 | 4  | 9  | 69 | 38 | 38   | 31  |                                 |
| 4      | Valencia CF       | 30      | 13 | 10 | 7  | 56 | 40 | 36   | 16  |                                 |
| 5      | CA Osasuna        | 30      | 15 | 5  | 10 | 53 | 43 | 35   | 10  |                                 |
| 6      | Athletic Bilbao   | 30      | 14 | 4  | 12 | 56 | 48 | 32   | 8   |                                 |
| 7      | Celta Vigo        | 30      | 13 | 6  | 11 | 50 | 51 | 32   | -1  |                                 |
| 8      | RCD Espanyol      | 30      | 11 | 6  | 13 | 48 | 46 | 28   | 2   |                                 |
| 9      | Real Sociedad     | 30      | 10 | 7  | 13 | 38 | 44 | 27   | -6  |                                 |
| 10     | Sevilla FC        | 30      | 9  | 7  | 14 | 45 | 55 | 25   | -10 |                                 |
| 11     | UD Las Palmas     | 30      | 9  | 7  | 14 | 34 | 65 | 25   | -31 |                                 |
| 12     | Sporting de Gijón | 30      | 10 | 4  | 16 | 46 | 57 | 24   | -11 |                                 |
| 13     | Granada CF        | 30      | 11 | 2  | 17 | 35 | 53 | 24   | -18 |                                 |
| 14     | Real Zaragoza     | 30      | 8  | 8  | 14 | 39 | 52 | 24   | -13 |                                 |
| 15     | Real Valladolid   | 30      | 9  | 5  | 16 | 45 | 73 | 23   | -28 | Xuống hạng tới Segunda División |
| 16     | Real Jaén         | 30      | 9  | 2  | 19 | 29 | 58 | 20   | -29 | Xuống hạng tới Segunda División |